# Oleg Nikolajewitsch Krochin
Oleg Nikolajewitsch Krochin (russisch Олег Николаевич Крохин; * 14. März 1932 in Moskau; † 20. Dezember 2022) war ein russischer Physiker.

## Leben
Krochin studierte an der Physik-Fakultät der Lomonossow-Universität Moskau mit Abschluss 1955. Anschließend arbeitete er im Kernforschungszentrum des Mittelmaschinenbauministeriums der UdSSR in Tscheljabinsk-50.
1959 wechselte Krochin zum Moskauer Lebedew-Institut für Physik der Akademie der Wissenschaften (AN-SSSR) (FIAN). Unter der Leitung Nikolai Bassows beteiligte sich Krochin an Untersuchungen der Funktionsweise von Masern, die zur Entwicklung von Lasern führten. Dabei entdeckte er das Funktionsprinzip des Halbleiter-Injektionslasers (1961). Während dieser Arbeiten untersuchte er die Relaxationsphänomene eines entarteten Elektronengases in Halbleitern und deren optische Eigenschaften bei starken Abweichungen vom Gleichgewicht. Mit anderen untersuchte er den Einsatz von Lasern für die Trägheitsfusion (1962), wofür besonders starke Leistungslaser entwickelt wurden. Mit seinem Laboratorium für Lasertargets gewann er eine weltweit anerkannte Position. Auch gehörte er zu den Pionieren des Lasereinsatzes in der Medizin und der Röntgenlithografie. 1972 wurde Krochin Vizedirektor des FIAN.
1991 wurde Krochin Korrespondierendes Mitglied der nun Russischen Akademie der Wissenschaften (RAN) und 2000 Wirkliches Mitglied.
1994 wurde Krochin Direktor des FIAN und leitete es, bis er 2004 Berater der RAN wurde. Krochin war Hauptherausgeber des Journal of Russian Laser Research und weiterer Zeitschriften.

## Ehrungen, Preise
- Leninpreis (1964)
- Orden des Roten Banners der Arbeit (1971)
- Ehrenzeichen der Sowjetunion (1976)
- Staatspreis der UdSSR (1982)
- Verdienstorden für das Vaterland IV. Klasse (1999), III. Klasse
- Komtur des Verdienstordens der Republik Polen (2001)
- Ehrenbürger des Naukograds Troizk (2003)
- Demidow-Preis (2005)[4]
- N.-G.-Bassow-Preis der RAN (2010)